# Еймі Гарсія
Еймі Гарсія (англ. Aimee Garcia) — американська акторка. Відома ролями Вероніки Палмер у ситкомі «Джордж Лопез», Івонни Санчес у серіалі «Вегас» та Джеймі Батісти в серіалі «Декстер». З другого сезону серіалу «Люцифер» виконує роль експертки-криміналістки Елли Лопез.

## Біографія
Народилася 28 листопада 1978 року в Чикаго, Іллінойс, США. Її матір — мексиканка з Пачуки-де-Сото, а батько — пуерториканець з Сан Хосе. 2000 року закінчила Північно-Західний університет.

## Кар'єра
Виконувала роль Марії в серіалі «Вітання з Тусона», а також з'явилася в пілотній серії серіалу «Глобальна частотність». Разом із Ентоні Андерсоном знялася в ситкомі «Все про Андерсонів», де виконала роль Лідії. Крім того, з'явилася у фільмі «Кадет Келлі», який побачив світ 2002 року. А 2006 року почала зніматися в серіалі «Джордж Лопез», виконуючи роль племінниці головного героя.
Разом із Джессікою Сімпсон знялася у комедійному фільмі «Кінозірка в погонах». Також виконала епізодичну роль у фільмі «Війна динозаврів». Озвучила оповідачку фільму «Іспанська англійська» (2004).
З 2009 по 2010 роки знімалася в медичній драмі Пітера Берга — «Травма», вконуючи роль Маріси Бенез, пілотеси гвинтокрила.
Протягом трьох років виконувала роль Джеймі Батісти в серіалі «Декстер». За цю роль номінована на Премію Гільдії кіноакторів США за найкращий акторський склад у драматичному серіалі.
Виконала роль доктора Че Кім у рімейк-фільмі «Робокоп» (2014).
2016 року Гарсія ввійшла до акторського складу 2 сезону серіалу «Люцифер», де грає роль судмедекспертки в Департаменті поліції Лос-Анджелеса.

## Фільмографія

### Кіно
| Рік  | Назва                  | Оригінальна назва                     | Роль                 | Примітки          |
| ---- | ---------------------- | ------------------------------------- | -------------------- | ----------------- |
| 1996 | Повернення додому      | The Homecoming                        | Джоді                | Дебютний фільм    |
| 2001 | Бетавіль               | Betaville                             | Рубі Дерайн          |                   |
| 2002 | Хороша дівчинка        | The Good Girl                         | Медсестра            |                   |
| 2003 | Життя хлопців 4        | Boys Life 4: Four Play                | Кейтлін              | Сегмент: "L.T.R." |
| 2004 | Шпигунки               | D.E.B.S.                              | Марія                |                   |
| 2004 | Пуерториканське Чикаго | Chicago Boricua                       | Лола                 |                   |
| 2004 | Іспанська англійська   | Spanglish                             | Оповідачка           | Голос             |
| 2005 | Більше, ніж кохання    | A Lot Like Love                       | Ніколь               |                   |
| 2005 | Жорстокий світ         | Cruel World                           | Джіна                |                   |
| 2005 | Грязюка                | Dirt                                  | Ріта                 |                   |
| 2006 | Алібі                  | The Alibi                             | Операторка #1        |                   |
| 2006 | Вулиця милосердя       | Mercy Street                          | Алісія Джонсон       |                   |
| 2007 | Випускний              | Graduation                            | С'юзі Вінтерс        |                   |
| 2007 | Війна динозаврів       | D-War                                 | Бренді               |                   |
| 2007 | Убити за 75 секунд     | Dead Tone                             | Джоді Волтерс        |                   |
| 2008 | Жести                  | Universal Signs                       | Триш                 |                   |
| 2008 | Кінозірка в погонах    | Private Valentine: Blonde & Dangerous | Рядова Вікі Кастільо |                   |
| 2009 | Психоаналітик          | Shrink                                |                      |                   |
| 2009 | Б-дівчина              | B-Girl                                | Розі                 |                   |
| 2011 | Переконуючи Клуні      | Convincing Clooney                    | Емі                  |                   |
| 2011 | Зроби це               | Go for It!                            | Кармен Сальгадо      |                   |
| 2014 | Робокоп                | RoboCop                               | Че Кім               |                   |
| 2016 | Міста-побратими        | Sister Cities                         | Сара                 |                   |
| 2019 | Родина Адамсів         | The Addams Family                     | Деніз                | озвучення         |

### Телебачення
| Рік     | Назва                   | Оригінальна назва              | Роль              | Примітки                               |
| ------- | ----------------------- | ------------------------------ | ----------------- | -------------------------------------- |
| 1999    | Швидка допомога         | ER                             | Ліна Лоулер       | Епізод: "Truth & Consequences"         |
| 2001    | Бульвар воскресіння     | Resurrection Blvd.             | Сильвія           | Епізод: "La Partida"                   |
| 2001    | Агентство               | The Agency                     | Покоївка у мотелі | 2 епізоди                              |
| 2001    | Дівчина з характером    | V.I.P.                         | Секретарка        | Епізод: "The Uncle from V.A.L."        |
| 2002    | Кадет Келлі             | Cadet Kelly                    | Глорія            | фільм від Disney Channel               |
| 2002    | Ангел                   | Angel                          | Синтія Йорк       | Епізод: "Birthday"                     |
| 2002    | Американська сімейка    | American Family                | Ніна Янг          | 5 епізодів                             |
| 2002    | Медики                  | MDs                            | Джіна Вілліс      | Епізод: "Time of Death"                |
| 2002–03 | Вітання з Тусона        | Greetings from Tucson          | Марія Тіант       | 22 епізоди                             |
| 2003–04 | Все про Андерсонів      | All About the Andersons        | Лідія Серрано     | 16 епізодів                            |
| 2004    | Лас-Вегас               | Las Vegas                      | Ліззі Познер      | Епізод: "Nevada State"                 |
| 2005    | Місце злочину: Нью-Йорк | CSI: NY                        | Ронда Чавес       | Епізод: "City of the Dolls"            |
| 2006    | Лавспрінг Інтернешнл    | Lovespring International       | Спарклз           | Епізод: "Homeless Rockstar"            |
| 2006–07 | Джордж Лопез            | George Lopez                   | Вероніка Палмеро  | 20 епізодів                            |
| 2007    | CSI: Місце злочину      | CSI: Crime Scene Investigation | Мелісса Джентрі   | Епізод: "Big Shots"                    |
| 2007    | Переговорники           | Standoff                       | Тіна Маркович     | Епізод: "Severance"                    |
| 2008    | Надприродне             | Supernatural                   | Ненсі Фітцжеральд | Епізод: "Jus in Bello"                 |
| 2008    | Мої хлопці              | My Boys                        | Емі               | Епізод: "Take My Work Wife... Please"  |
| 2008    | Місце Злочину: Маямі    | CSI: Miami                     | Андреа Рінелл     | Епізод: "Won't Get Fueled Again"       |
| 2009    | Холостяк Гарі           | Gary Unmarried                 | Анна              | Епізод: "Gary and Dennis' Sister"      |
| 2009    | Кістки                  | Bones                          | Дженіфер Кітінг   | Епізод: "The Science in the Physicist" |
| 2009    | Гріфіни                 | Family Guy                     | Ніколь            | Епізод: "Brian's Got a Brand New Bag"  |
| 2009–10 | Травма                  | Trauma                         | Маріса Бенец      | 20 епізодів                            |
| 2011    | Без координат           | Off the Map                    | Альма             | 5 епізодів                             |
| 2011    | Любов кусається         | Love Bites                     | Стеффі            | Епізод: "Boys to Men"                  |
| 2011    | Поліція Гаваїв          | Hawaii Five-0                  | Карла             | Епізод: "Pahele"                       |
| 2011–13 | Декстер                 | Dexter                         | Джеймі Батіста    | 34 епізоди                             |
| 2012–13 | Вегас                   | Vegas                          | Івонн Санчес      | 14 епізодів                            |
| 2012–13 | Мотор-сіті              | Motorcity                      | Тенні (голос)     | 3 епізоди                              |
| 2014    | Мій хлопчик             | About a Boy                    | Стейсі            | Епізод: "About an Angry Ex"            |
| 2015    | Самозванець             | Impastor                       | Ліна              | 2 епізоди                              |
| 2016    | Час пік                 | Rush Hour                      | Діді Діаз         | Головна роль                           |
| 2016    | Люцифер                 | Lucifer                        | Елла Лопез        | Головна роль; 2 сезон                  |